# No Good Deed
No Good Deed é um filme norte-americano de 2002 dos gêneros crime, drama, musical, policial e suspense.

## Sinopse
Quando o policial Jack Friar (Samuel L. Jackson) tenta ajudar uma vizinha, cuja filha fugiu com um jovem, ele acaba se envolvendo com uma quadrilha que planeja um golpe milionário.

## Elenco
| Ator                | Papel                          |
| ------------------- | ------------------------------ |
| Samuel L. Jackson   | Jack Friar                     |
| Milla Jovovich      | Erin                           |
| Stellan Skarsgård   | Tyrone                         |
| Doug Hutchison      | Hoop                           |
| Joss Ackland        | Sr. Quarre                     |
| Grace Zabriskie     | Sra. Quarre                    |
| Jonathan Higgins    | David Brewster                 |
| Shannon Lawson      | Amy                            |
| Robert Welch        | Willy                          |
| Francis X. McCarthy | Gerente do banco               |
| Noel Burton         | Sr. Leeds                      |
| Roberto Blizzard    | Man Mowing Lawn                |
| Shawn Roberts       | Passer-by                      |
| Terence Bowman      | Mail Carrier                   |
| Robert Brewster     | Fish & Chip Store Owner        |
| Peter Blascke       | Motorcycle Cop                 |
| Jennifer Seguin     | Mulher no Drive-thru           |
| Larry Day           | Customs Captain                |
| Andrew Campbell     | OPP Officer #2                 |
| Carole B. Thomas    | Teller                         |
| Tony Calabretta     | Cadillac Owner (não creditado) |
| Joris Jarsky        | Rudy Jones (não creditado)     |
| Richard Jutras      | Clarevoyant (não creditado)    |
| John Sanford Moore  | Weatherman (não creditado)     |
| Emily VanCamp       | Connie (não creditado)         |